# Équipe d'Italie féminine de rugby à XV

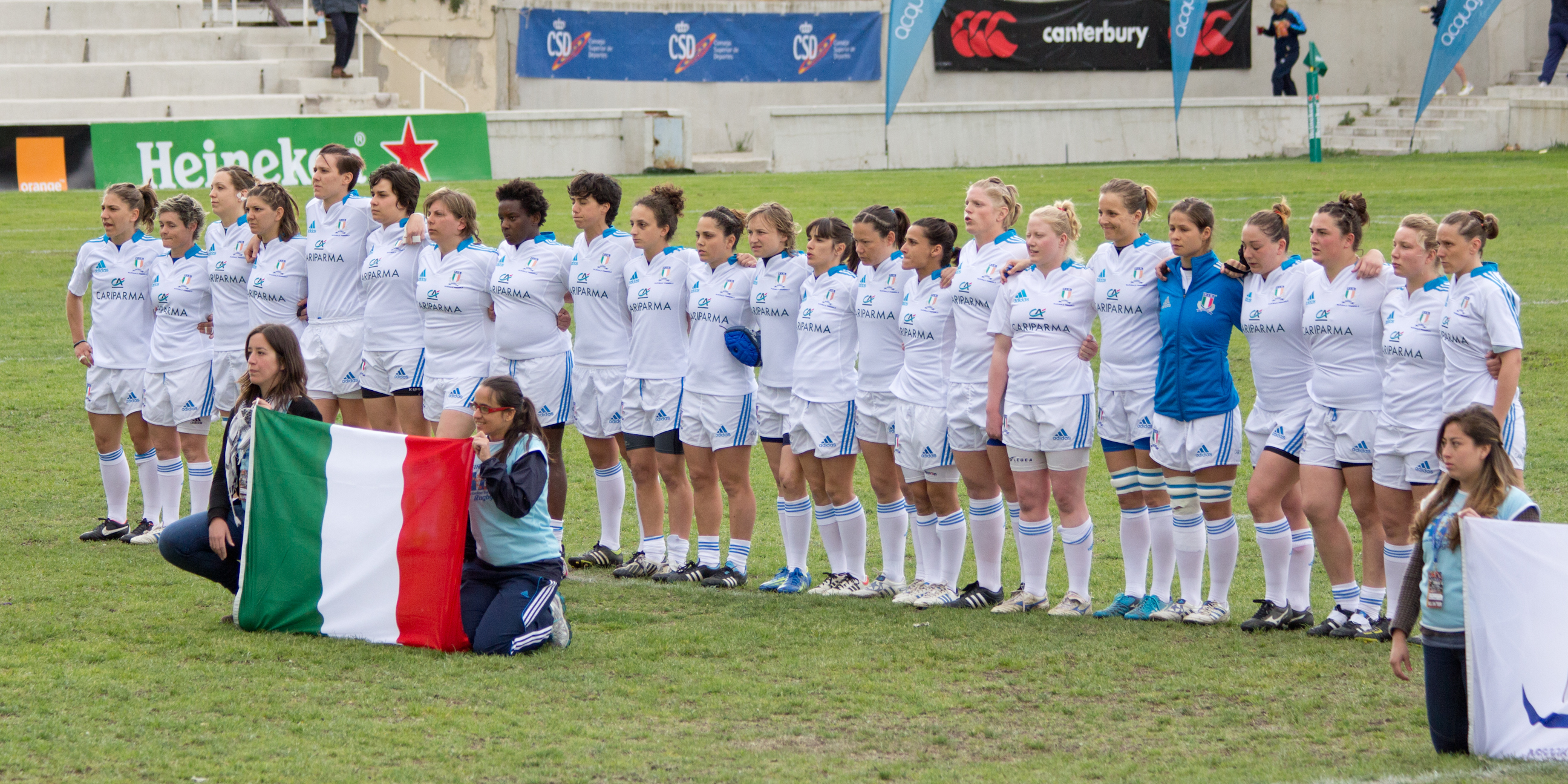
Équipe d'Italie de rugby à XV en 2013.

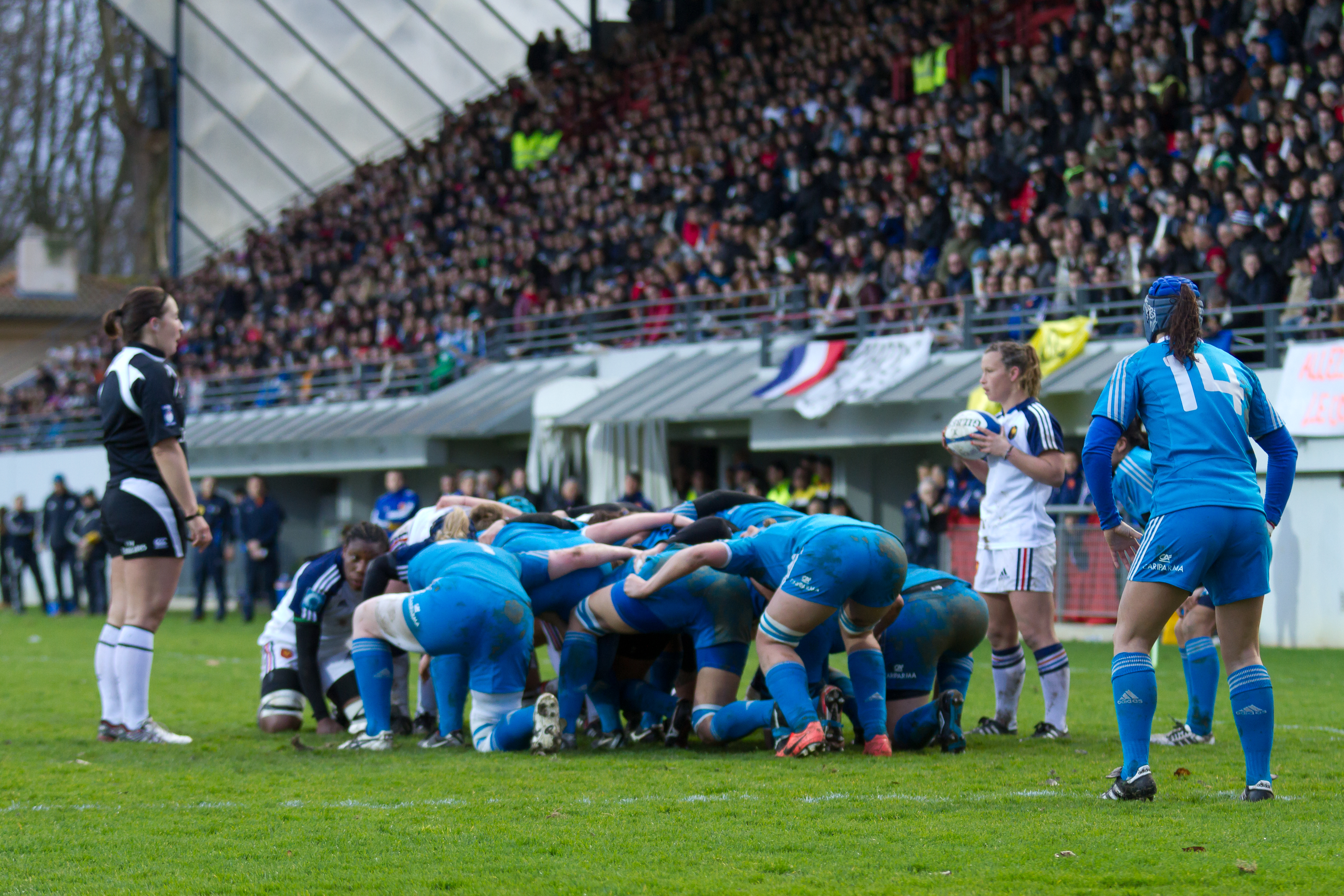
L'équipe d'Italie contre l'équipe de France pendant le Tournoi des Six Nations 2014.

L'équipe d'Italie féminine de rugby à XV est constituée par une sélection des meilleures joueuses italiennes de rugby à XV.

## Histoire

### Les origines: la clandestinité
Le rugby féminin italien fait son apparition dans les années 70, d'abord en Vénétie, puis à Milan, Rome, Benevento. Le tout premier match officiel remonterait à avril 1980, à Villorba, entre une équipe trévisane et les filles du CUS Milano. En 1982 est fondée la section féminine du Benetton : les Red Panthers. En 1985, l'UISP (Unione Italiana Sport Popolare, à peu près l'équivalent de la Fédération française sports pour tous) prend en charge l'organisation d'un championnat, puis la mise en place d'une équipe nationale.
L'équipe nationale fait ses grands début le 22 juin 1985, au stade Nicoletti de Riccione, contre la France (0-0). Une revanche est organisée l'année suivante à Bardos (12-0). Un troisième match a lieu en 1987 à Rome (4-16) : c'est à cette occasion que l'Italie marque les premiers points et le premier essai de son histoire.
En 1988, l'Italie participe au Championnat d'Europe organisé à Bourg-en-Bresse, par le club local. Y participent également la France, le Royaume-Uni et les Pays-Bas. Cette toute première compétition internationale féminine n'a jamais obtenu de reconnaissance officielle ni de la part de la FIRA ni de la part de Rugby Europe.

### Reconnaissance et intégration à la FIR
En 1991, l'ensemble du rugby féminin passe sous l'autorité de la Fédération Italienne qui est désormais responsable de l'équipe nationale et de l'organisation du championnat. Et déjà un grand évènement se présente : la première édition de la Coupe du monde. L'équipe y remporte sa toute première victoire contre la Suède.
L'activité internationale est toutefois réduite : en 15 ans d'existence, la sélection va disputer seulement 33 matchs officiels. Le forfait pour la Coupe du monde 1994 n'arrange rien. Ce qui n'empêche pas d'obtenir quelques beaux résultats, comme la troisième place aux Championnats d'Europe 1995 et 1996.
L'Italie retrouve la Coupe du monde en 1998, où elle finit à la 12e place. Elle enchaine avec le Trophée européen où elle perd dès le premier tour en 1999, 2000 et 2001 ce qui ne permet aux joueuses de gagner beaucoup d'expérience. Elle remporte le trophée en 2002, mais avec seulement 4 nations participantes et finit à nouveau 12e de la Coupe du monde la même année.
Les résultats en Trophée européen ne s'améliorent pas, avec de nouvelles défaites au premier tour en 2003 et 2004. La victoire revient en 2005, confirmée en 2006.

### Ère moderne: le Six Nations
En décembre 2006, le comité exécutif des Six Nations décide d'uniformiser les compétitions masculine et féminine. Or cette dernière est disputée par les cinq nations traditionnelles et l'Espagne. Celle-ci est donc remplacée par l'Italie sans autre forme de procès. En 2007, l'Italie dispute son premier Tournoi des Six Nations, conclu par une cuillère de bois.
Dès l'année suivante, les Italiennes emportent leur première victoire contre l'Écosse et vont par la suite faire meilleure figure que leurs homologues masculins : elles n'ont terminé à la dernière place qu'à trois reprises (2007, 2009, 2017) et ont même fini deuxièmes en 2019. Elles ratent néanmoins trois éditions successives de la Coupe du monde (2006, 2010, 2014).
Lors du Tournoi 2015, qualificatif pour la Coupe du monde 2017, elles réalisent ce qui est alors leur meilleur parcours, avec 3 victoires. Après 15 années d'absence, elles retrouvent la Coupe du monde. Elles s'y classent 9e.
À partir du milieu des années 2010 la sélection italienne commence à gagner en régularité, finissant parfois dans la première partie du classement. Les Italiennes atteignent leur meilleur classement dans le Tournoi (2e) en 2019, grâce à une victoire remarquée contre l'équipe de France lors d'une dernière journée où cette 2e place était en jeu. L'Italie atteint ce qui est alors son meilleur classement World Rugby : 6e, devant des pays comme l'Australie ou l'Irlande.
Au cours du Tournoi 2020, l'Italie ne dispute pas tous ses matchs à cause de la pandémie de Covid-19. Sa rencontre contre l'Écosse est annulée. La victoire à Cardiff permet à l'Italie d'améliorer encore son classement World Rugby : elle monte à la cinquième place.
Les Azzurre se qualifient pour la Coupe du monde 2021 où elles vont jusqu'en quart de finale concédé contre la France, un niveau de compétition jamais atteint par la sélection masculine. C'est la première fois qu'elles terminent dans les huit meilleures équipes mondiales.
À l'issue de cette Coupe du monde, le sélectionneur Andrea Di Giandomenico passe la main après treize années en fonction.

### 2023: nouveau sélectionneur pour un nouveau cycle
Giovanni Raineri est le nouveau sélectionneur et fait ses débuts à l'occasion du Tournoi 2023. Avec une seule victoire et la cinquième place, le résultat est décevant et oblige l'Italie à jouer sa qualification en WXV, la nouvelle compétition internationale créée par World Rugby, contre l'Espagne. Elle se qualifie pour le WXV 2 et avec trois victoires en autant de rencontres face au Japon, à l'Afrique du Sud et aux États-Unis, l'Italie se classe deuxième derrière l'Écosse, pour deux points de goal-average.
À l'orée du Tournoi 2024, les Italiennes se fixent des objectifs élevés : elles visent la troisième place, qualificative pour la Coupe du monde 2025. Si les Azzurre enregistrent une première victoire en Irlande, elles s'inclinent ensuite contre l'Écosse et le pays de Galles dans deux rencontres serrées. Elles finissent avant-dernières ce qui les qualifie toutefois pour le WXV 2 et la Coupe du monde.
C'est une équipe doublement frustrée qui part pour le WXV en Afrique du Sud : frustrée d'avoir fini deuxième en 2023, et frustrée de ne pas avoir atteint ses objectifs au Six Nations. Les Italiennes sont privées de quelques cadres blessées, notamment Alyssa D'Incà et Isabella Locatelli et battent le Japon en match de préparation. L'équipe est battue sèchement par l'Écosse et remporte péniblement deux victoires face à l'Afrique du Sud et pays de Galles. Après deux années d'exercice peu convaincantes, le sélectionneur Giovanni Raineri est démis de ses fonctions ; il est remplacé par Fabio Roselli, ancien entraineur des Zebre. Le Six nations 2025 est conclu avec deux victoires, dont une à Édimbourg. L'équipe a en outre bien résisté aux Anglaises (0-5 en deuxième -mi-temps). Le bilan est positif mais terni par la déroute à domicile contre l'Irlande (12-54).
La préparation à la Coupe du monde 2025 est marquée par plusieurs départs de joueuses internationales vers l'Élite 1 et la Premiership : D'Incà et Madia (Blagnac), Muzzo et Ranuccini (Lyon), Corradini (Montpellier), Pilani (Bordeaux), Granzotto (Exeter). La Squadra Azzurra compte onze joueuses qui évoluent à l'étranger, un record.

## Palmarès
| Édition | Organisateur     | Place           |
| ------- | ---------------- | --------------- |
| 1991    | Pays de Galles   | 8e              |
| 1994    | Écosse           | forfait         |
| 1998    | Pays-Bas         | 12e             |
| 2002    | Espagne          | 12e             |
| 2006    | Canada           | pas invitée     |
| 2010    | Angleterre       | non qualifiée   |
| 2014    | France           | non qualifiée   |
| 2017    | Irlande          | 9e              |
| 2021    | Nouvelle-Zélande | quart de finale |
| 2025    | Angleterre       |                 |

| Édition | Victoires | Défaites | Bilan |
| ------- | --------- | -------- | ----- |
| 2007    | 0         | 5        | 6e    |
| 2008    | 1         | 4        | 5e    |
| 2009    | 0         | 5        | 6e    |
| 2010    | 1         | 3        | 5e    |
| 2011    | 2         | 3        | 5e    |
| 2012    | 1         | 5        | 5e    |
| 2013    | 2         | 3        | 5e    |
| 2014    | 2         | 3        | 4e    |
| 2015    | 3         | 2        | 3e    |
| 2016    | 2         | 3        | 5e    |
| 2017    | 0         | 5        | 6e    |
| 2018    | 2         | 3        | 4e    |
| 2019    | 3         | 1        | 2e    |
| 2020    | 1         | 3        | 4e    |
| 2021    | 1         | 2        | 4e    |
| 2022    | 2         | 3        | 5e    |
| 2023    | 1         | 4        | 5e    |
| 2024    | 1         | 4        | 5e    |
| 2025    | 2         | 3        | 4e    |

### Autres compétitions
- Coupe des Nations : 2002 et 2006
- Championnat d'Europe : 2005

## Records individuels
| #  | Nom                | Points |
| -- | ------------------ | ------ |
| 1  | Veronica Schiavon  | 383    |
| 2  | Michela Sillari    | 310    |
| 3  | Michela Tondinelli | 166    |
| 4  | Beatrice Rigoni    | 140    |
| 5  | Monica Zanetti     | 114    |
| 6  | Manuela Furlan     | 100    |
| 7  | Sofia Stefan       | 90     |
| 8  | Lorena Nave        | 81     |
| 9  | Sara Barattin      | 75     |
| 10 | Flavia Severin     | 70     |

| # | Nom                | Essais |
| - | ------------------ | ------ |
| 1 | Manuela Furlan     | 20     |
| 2 | Sofia Stefan       | 18     |
| 3 | Sara Barattin      | 15     |
| 3 | Michela Sillari    | 15     |
| 5 | Melissa Bettoni    | 14     |
| 5 | Maria Magatti      | 14     |
| 5 | Beatrice Rigoni    | 14     |
| 5 | Flavia Severin     | 14     |
| 9 | Licia Stefan       | 12     |
| 9 | Michela Tondinelli | 12     |

| # | Nom                | Sélections |
| - | ------------------ | ---------- |
| 1 | Sara Barattin      | 116        |
| 2 | Lucia Gai          | 100        |
| 3 | Sofia Stefan       | 98         |
| 4 | Michela Sillari    | 92         |
| 5 | Manuela Furlan     | 89         |
| 6 | Michela Tondinelli | 87         |
| 7 | Beatrice Rigoni    | 86         |
| 8 | Veronica Schiavon  | 82         |
| 9 | Melissa Bettoni    | 76         |
| 9 | Paola Zangirolami  | 76         |

## Sélectionneurs
| Années    | Sélectionneur          | Adjoints                                                                              |
| --------- | ---------------------- | ------------------------------------------------------------------------------------- |
| 1985-     | Mariano Ganga          |                                                                                       |
|           | Mario Schiavon         |                                                                                       |
| -1998     | Roberto Esposito       |                                                                                       |
| 1998-2002 | Giuseppe Zanatta       |                                                                                       |
| 2002-2007 | Andrea Cocccetta       | Giampiero Granatelli                                                                  |
| 2007-2009 | Gianfranco Ermolli     |                                                                                       |
| 2009-2022 | Andrea Di Giandomenico |                                                                                       |
| 2022-2024 | Giovanni Raineri       |                                                                                       |
| 2025-     | Fabio Roselli          | Plinio Sciamanna (avants) ; Francesco Iannucci (défense) ; Michela Merlo (assistante) |